# Xã Ponce de Leon, Quận Stone, Missouri
Xã Ponce de Leon (tiếng Anh: Ponce de Leon Township) là một xã thuộc quận Stone, tiểu bang Missouri, Hoa Kỳ. Năm 2010, dân số của xã này là 602 người.